# دنیل والجوس
دنیل والجوس (انگلیسی: Daniel Vallejos؛ زادهٔ ۲۷ مهٔ ۱۹۸۱) یک بازیکن فوتبال اهل کاستاریکا است.